# Parnassia xinganensis
Parnassia xinganensis är en benvedsväxtart som beskrevs av C.Z. Gao och G.Z. Li. Parnassia xinganensis ingår i släktet Parnassia och familjen Celastraceae. Inga underarter finns listade.